# Watsonia inclinata
Watsonia inclinata är en irisväxtart som beskrevs av Peter Goldblatt. Watsonia inclinata ingår i släktet Watsonia och familjen irisväxter. Inga underarter finns listade i Catalogue of Life.